# Resolutie 189 Veiligheidsraad Verenigde Naties
Resolutie 189 van de Veiligheidsraad van de Verenigde Naties werd op 4 juni 1964 unaniem aangenomen door de elf leden van de VN-Veiligheidsraad. In deze resolutie werden de invallen van Vietnam in Cambodja betreurd, en er werd besloten de situatie ter plaatse te gaan bekijken.

## Achtergrond
Na de Tweede Wereldoorlog brak in Vietnam een oorlog uit tussen communisten en de Franse kolonisator. In 1954 werd het land volgens de Akkoorden van Genève in tweeën gedeeld; een door de VS gesteund Zuid-Vietnam, en een communistisch Noord-Vietnam. Die laatste zocht het land te herenigen en viel het zuiden binnen. In het kader van de Koude Oorlog steunde de VS Zuid-Vietnam ook militair, en honderdduizenden Amerikaanse soldaten gingen in Vietnam meevechten.
De Noord-Vietnamezen opereerden tijdens de oorlog die ontstond ook in buurland Cambodja. Het Zuid-Vietnamese leger viel daarom geregeld Cambodja binnen, en ook de Amerikanen bombardeerden er hevig. Het conflict sloeg ook over, met als gevolg de Cambodjaanse Burgeroorlog.

## Inhoud
De Veiligheidsraad nam de klacht van Cambodja in beschouwing. Verwezen werd naar de voor de Raad afgelegde verklaringen over de kwestie. De incidenten op Cambodjaans grondgebied en de situatie aan de grens met Vietnam werden betreurd. De Veiligheidsraad verwees naar de verontschuldigingen die waren gemaakt aan Cambodja voor deze incidenten en de levens die hierdoor verloren waren gegaan. Ook werd verwezen naar de wens van Cambodja en Vietnam om hun relaties vreedzaam te normaliseren.
De Veiligheidsraad betreurde de incidenten waarbij het Vietnamese leger Cambodjaans grondgebied binnendrong, en vroeg om een passende schadevergoeding voor Cambodja. De verantwoordelijken werden uitgenodigd om alle bijbehorende maatregelen te treffen om schending van Cambodjaans grondgebied te voorkomen. Aan alle landen werd gevraagd om de Cambodjaanse neutraliteit en integriteit te erkennen en respecteren.
De Veiligheidsraad besloot om drie leden ter plaatse te sturen om eventuele maatregelen te onderzoeken. Zij moesten binnen de 45 dagen terug rapporteren.

## Nasleep
De missie rapporteerde op 24 juli 1964 dat de situatie aan de grens gespannen bleef en er geen zicht was op een oplossing.

## Verwante resoluties
- Resolutie 668 Veiligheidsraad Verenigde Naties (1990)
- Resolutie 717 Veiligheidsraad Verenigde Naties (1991)

Lijst ·  186 ·  187 ·  188 ·  189 ·  190 ·  191 ·  192 ·  193 ·  194 ·  195 ·  196 ·  197 ·  198 ·  199